# Jarny
Jarny – miejscowość i gmina we Francji, w regionie Grand Est, w departamencie Meurthe i Mozela.
Według danych na rok 1990 gminę zamieszkiwało 8401 osób, a gęstość zaludnienia wynosiła 539 osób/km² (wśród 2335 gmin Lotaryngii Jarny plasuje się na 44. miejscu pod względem liczby ludności, natomiast pod względem powierzchni na miejscu 316.).